# Rừng mưa nhiệt đới ở Atsinanana
Rừng mưa nhiệt đới ở Atsinanana là Di sản tự nhiên gồm 13 khu vực cụ thể nằm trong 6 vườn quốc gia phân bố dọc sườn đông của đảo Madagascar. Đây là các khu rừng mang tính đa dạng sinh học độc đáo ở Madagascar, phản ánh lịch sử địa chất của hòn đảo. Cùng với đó là hệ động thực vật quý hiếm và bị đe dọa bao gồm các loài linh trưởng như Vượn cáo.
Khu vực có đến 12.000 loài thực vật đặc hữu, 123 loài động vật có vú (72 loài ghi trong sách đỏ),các loài linh trưởng, bò sát (rùa, thằn lằn, rắn..), lưỡng cư...
Do tình trạng lấn đất làm nông, khai thác gỗ, săn bắt cùng với việc khai thác đá quý khiến diện tích rừng chỉ còn lại chỉ khoảng gần 10% so với diện tích ban đầu.

## Danh sách
Các vườn quốc gia nằm trong di sản Rừng mưa nhiệt đới ở Atsinanana bao gồm:
- Vườn quốc gia Marojejy
- Vườn quốc gia Masoala
- Vườn quốc gia Zahamena
- Vườn quốc gia Ranomafana
- Vườn quốc gia Andringitra
- Vườn quốc gia Andohahela